# Llista de peixos del mar de Kara

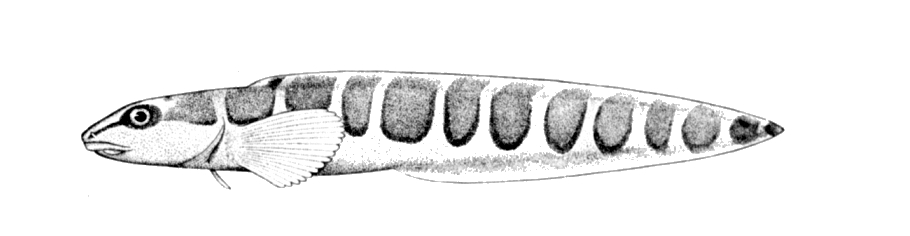
Lycodes reticulatus

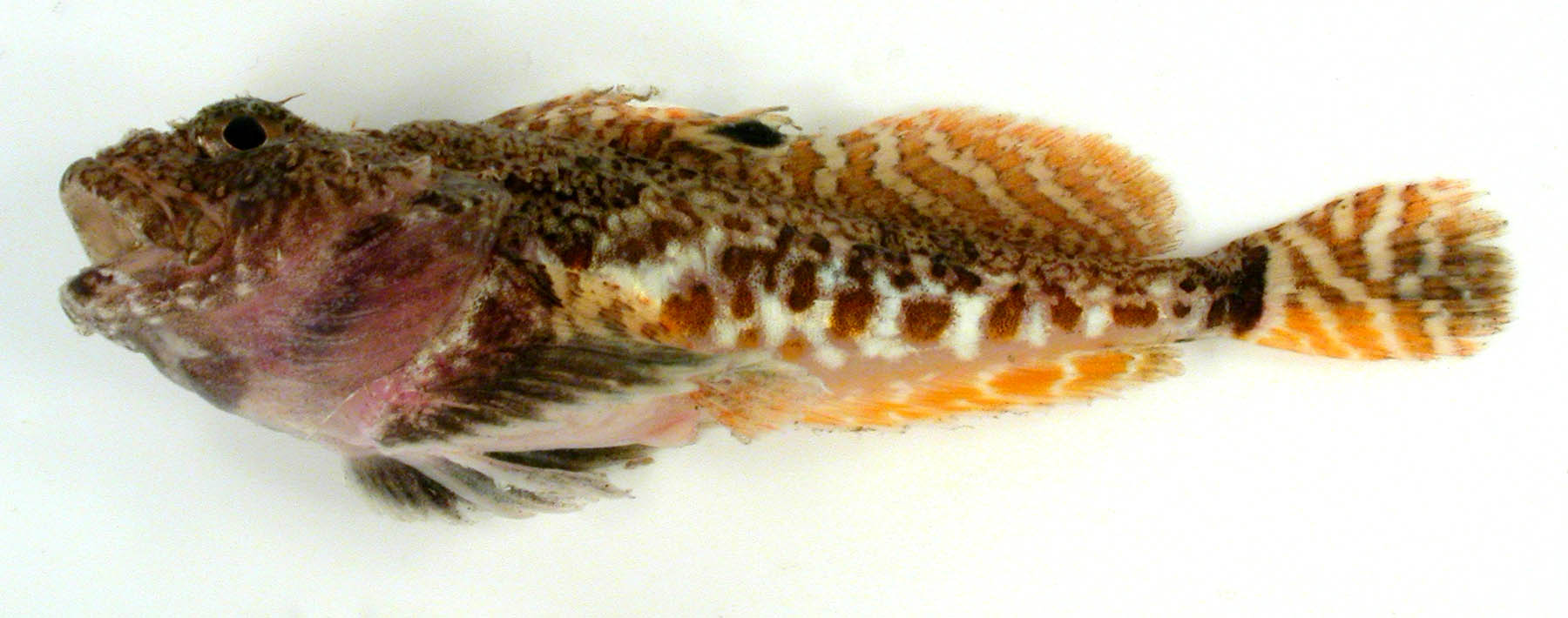
Artediellus scaber

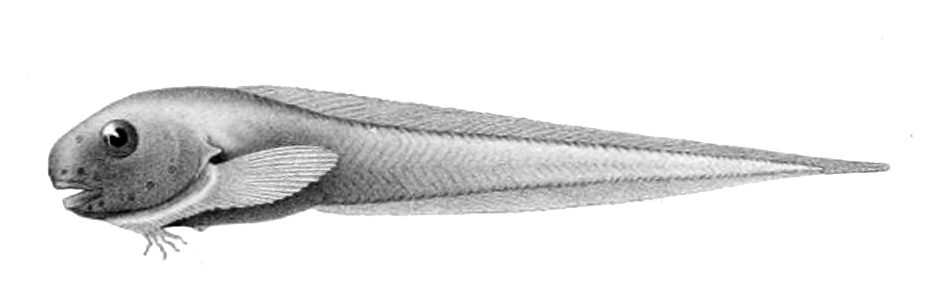
Careproctus reinhardti

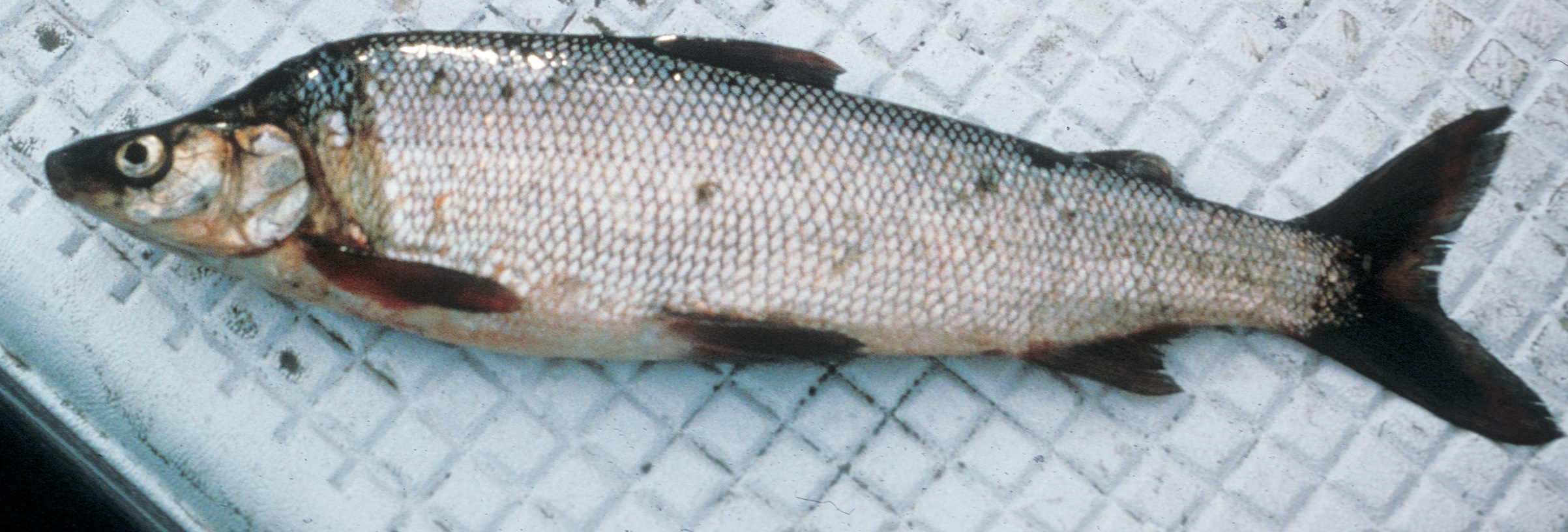
Coregonus pidschian

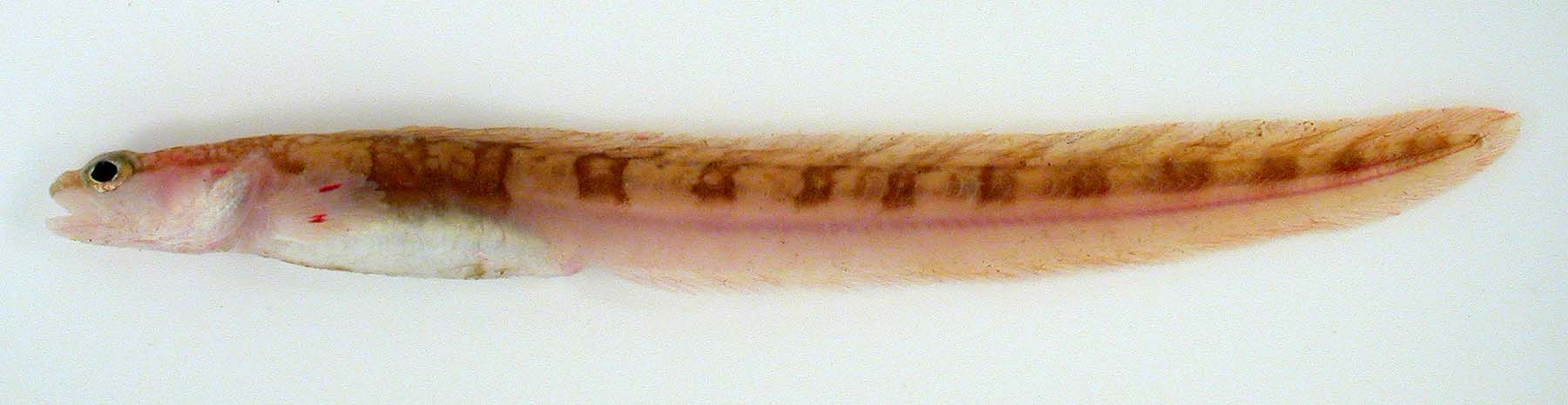
Gymnelus hemifasciatus

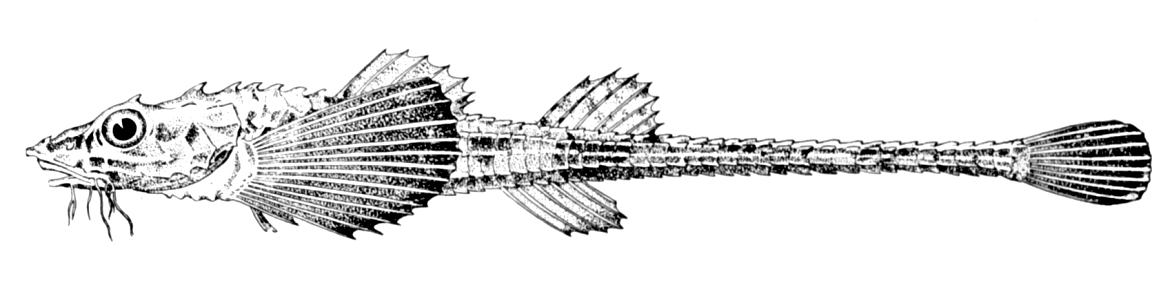
Leptagonus decagonus

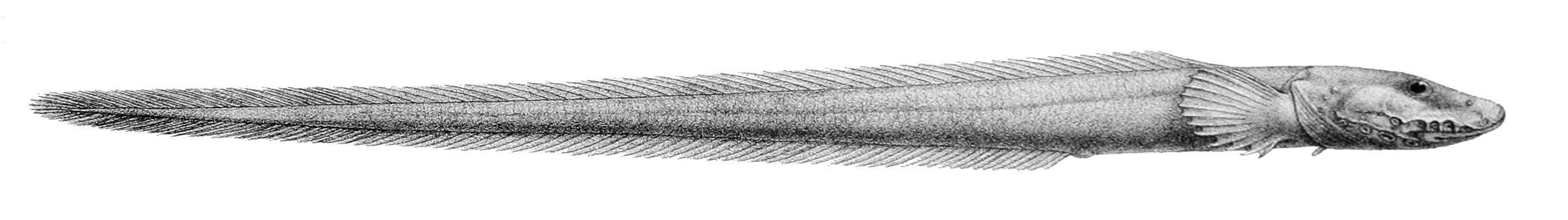
Lycenchelys muraena

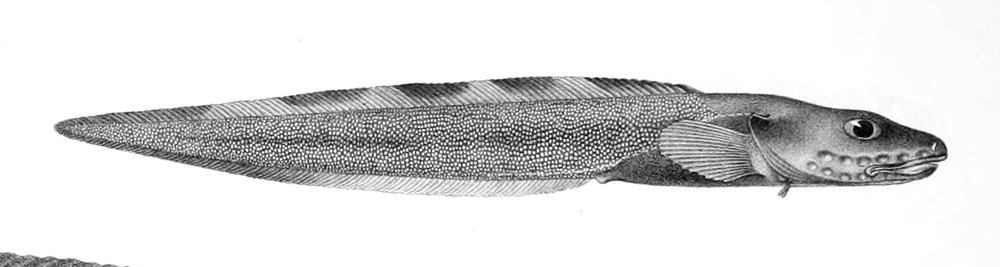
Lycodes pallidus

Aquesta llista de peixos del mar de Kara -incompleta- inclou 23 espècies de peixos que es poden trobar al mar de Kara, a l'oceà Àrtic, ordenades per l'ordre alfabètic de llur nom científic.

## A
- Artediellus scaber

## C
- Careproctus reinhardti
- Coregonus muksun
- Coregonus pidschian
- Cottunculus sadko
- Cyclopteropsis jordani

## E
- Eumicrotremus derjugini

## G
- Gymnelus andersoni
- Gymnelus esipovi
- Gymnelus hemifasciatus

## L
- Leptagonus decagonus
- Liparis fabricii
- Liparis gibbus
- Liparis tunicatus
- Lycenchelys kolthoffi
- Lycenchelys muraena
- Lycodes eudipleurostictus
- Lycodes pallidus
- Lycodes reticulatus
- Lycodes rossi
- Lycodes seminudus
- Lycodes turneri

## U
- Ulcina olrikii[1]